# Älv-Snabben 4
Älv-Snabben 4 är ett passagerarfartyg som beställdes 1994 av Styrsöbolaget för att trafikera Göta älv, linjen Älvsnabben i Göteborg mellan Lilla Bommen i öster och Klippan i väster. Fartyget byggdes tillsammans med systerfartyget Älv-Snabben 5 för att ersätta Älv-Snabben 1 och Älv-Snabben 2 som hade blivit för små för den växande trafiken på älven. 2024 byggdes Älv-Snabben 4 om till eldrift med batterier från Echandia Marine och elmotorer från Danfoss, ombyggnaden gjordes på Ö-Varvet, Öckerö. Ombyggnaden gjordes med stöd från Klimatklivet.